# Francesco Lepre
Francesco Lepre (ur. 27 kwietnia 1975) – włoski judoka. Dwukrotny olimpijczyk. Zajął trzynaste miejsce w Sydney 2000 i odpadł w eliminacjach w Atenach 2004. Walczył w wadze półśredniej i średniej.
Siódmy na mistrzostwach świata w 2003. Uczestnik zawodów w 2007. Startował w Pucharze Świata w latach 1995, 1997–2004 i 2007. Mistrz Europy w 2004. Brązowy medalista igrzysk śródziemnomorskich w 2001. Wicemistrz igrzysk wojskowych w 1995 i MŚ wojskowych w 2002 i trzeci w 2000. Trzeci na uniwersjadzie w 2001 roku.

## Letnie Igrzyska Olimpijskie 2000
| Konkurencja | Eliminacje           | Repasaże                 | Repasaże             | Klas. końcowa |
| Konkurencja | Przeciwnik I         | Przeciwnik I             | Przeciwnik II        | Miejsce       |
| ----------- | -------------------- | ------------------------ | -------------------- | ------------- |
| 81 kg       | Nuno Delgado (POR) P | Thierry Vatrican (MON) Z | Daniel Kelly (AUS) P | 13.           |

## Letnie Igrzyska Olimpijskie 2004
| Konkurencja | Eliminacje              | Eliminacje            | Klas. końcowa |
| Konkurencja | Przeciwnik I            | Przeciwnik II         | Miejsce       |
| ----------- | ----------------------- | --------------------- | ------------- |
| 90 kg       | Zurab Zwiadauri (GEO) P | Chasanbi Taow (RUS) P | 2 runda.      |